# LGALS16
LGALS16 (англ. Galectin 16) – білок, який кодується однойменним геном, розташованим у людей на довгому плечі 19-ї хромосоми. Довжина поліпептидного ланцюга білка становить 142 амінокислот, а молекулярна маса — 16 576.
| 10         |  | 20         |  | 30         |  | 40         |  | 50         |
| ---------- |  | ---------- |  | ---------- |  | ---------- |  | ---------- |
| MSFLTVPYKL |  | PVSLSVGSCV |  | IIKGTLIDSS |  | INEPQLQVDF |  | YTEMNEDSEI |
| AFHLRVHLGR |  | RVVMNSREFG |  | IWMLEENLHY |  | VPFEDGKPFD |  | LRIYVCLNEY |
| EVKVNGEYIY |  | AFVHRIPPSY |  | VKMIQVWRDV |  | SLDSVLVNNG |  | RR         |

A: Аланін

C: Цистеїн

D: Аспарагінова кислота

E: Глутамінова кислота

F: Фенілаланін

G: Гліцин

H: Гістидин

I: Ізолейцин

K: Лізин

L: Лейцин

M: Метіонін

N: Аспарагін

P: Пролін

Q: Глутамін

R: Аргінін

S: Серин

T: Треонін

V: Валін

W: Триптофан

Задіяний у такому біологічному процесі, як апоптоз. 
Білок має сайт для зв'язування з лектинами. 